# Petko Lazarov
Petko Lazarov (in bulgaro Петко Лазаров?; Plovdiv, 28 ottobre 1935) è un ex cestista bulgaro.

## Carriera
Con la Bulgaria ha disputato i Giochi olimpici di Roma 1960, i Campionati mondiali del 1959 e tre edizioni dei Campionati europei (1957, 1959, 1961).